# Leave It All Behind
Leave It All Behind – dwunasty singel szwedzkiej wokalistki September (Petra Marklund), promujący jej album, który został wydany w 2010 roku. Piosenka znalazła się na debiutanckim albumie September w Anglii i Irlandii: "Cry for You – The Album".

## Premiera
Światowa premiera] piosenki odbyła się 5 kwietnia 2009, podczas koncertu w Birmingham, w trakcie brytyjskiej trasy koncertowej Dance Nation Live, kiedy to September występowała przed brytyjską publicznością z innymi gwiazdami muzyki dance, takimi jak: Basshunter, Sash!, Booty Luv, Platnum, Fragma itd. W Polsce premiera singla miała miejsce w radiu RMF FM, 17 sierpnia 2009, po godzinie 20:00.

## Informacje
Następujące osoby przyczyniły się do powstania piosenki:
- Wokal – Petra Marklund
- Tekst – Anoo Bhagavan, Jonas von der Burg, Niklas von der Burg
- Produkcja – Jonas von der Burg
- Keyboard – Jonas von der Burg
- Zewnętrzny keyboard – Niklas von der Burg / Björn Axelsson
- A&R – Michel Petré